# Železnice Slovenskej republiky

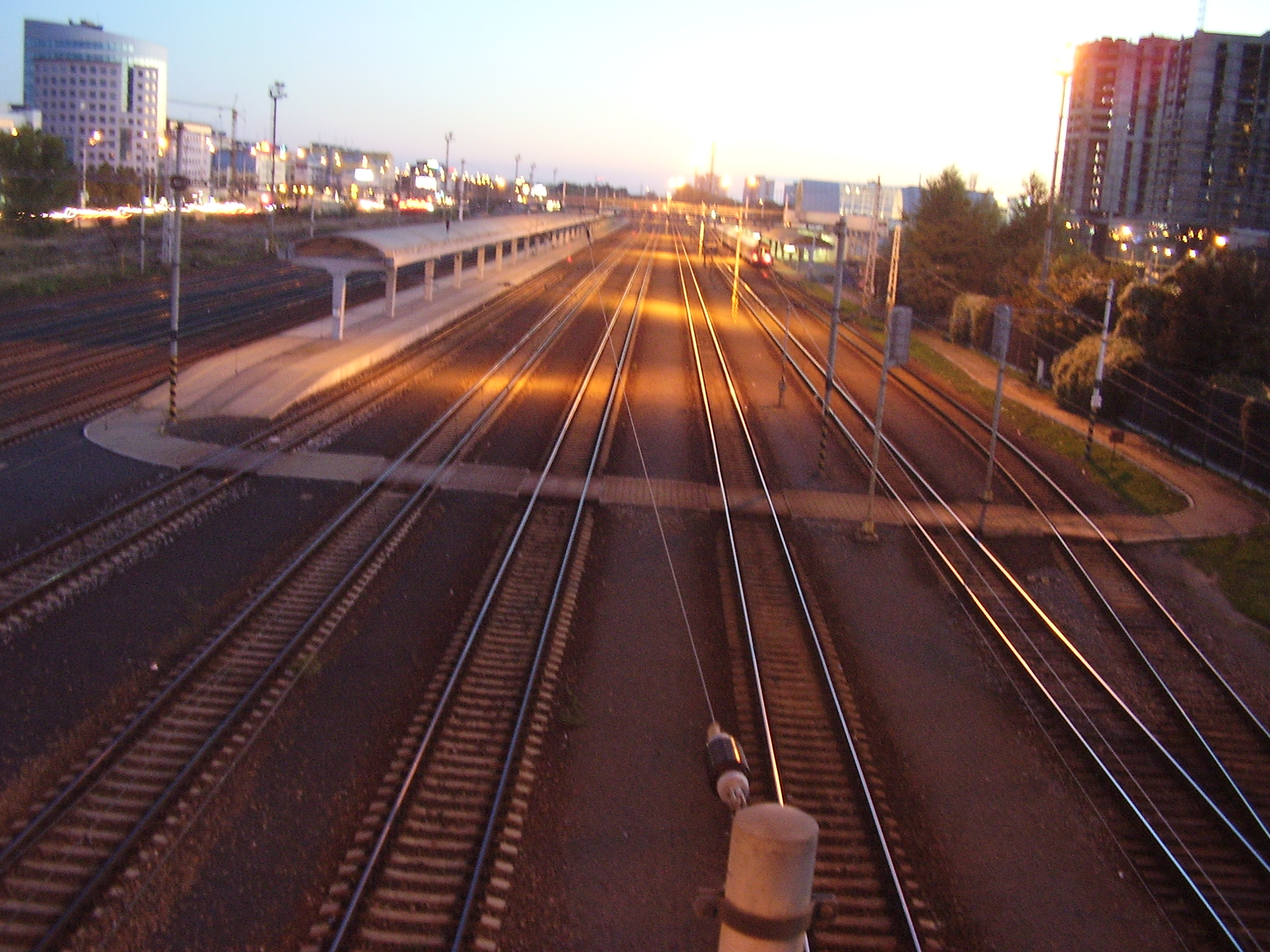
Gare ŽSR Bratislava-Petržalka

Železnice Slovenskej republiky (ŽSR, signifiant « Chemins de fer de la République slovaque ») est la société de droit public qui gère l'infrastructure ferroviaire en Slovaquie.

## Histoire
La société a été créée en 1993 après la séparation des chemins de fer Tchécoslovaques (Česko-slovenských štátnych dráh). Au départ la société avait le monopole du transport ferroviaire pour la République Slovaque. Avec la loi N° 164/1996 Z.z., la possibilité d'autres transporteurs entrait en vigueur. Seule la société Východoslovenské železiarne à Košice (Aujourd'hui U.S. Steel Košice) a utilisé cette possibilité.
En 1999, ZSR est devenue une société commerciale, augmentant ainsi l'indépendance des chemins de fer en Slovaquie.
Dans les années 2000, d'autres lois ont conduit à la création d'autres sociétés : Železničná spoločnosť, a. s. et Železničná spoločnosť Cargo Slovakia (ZSSK Cargo). Ces deux dernières et ŽSR sont toutes trois propriété de l'État slovaque.
En novembre 2018, en plein désaccord entre les ministères des finances et celui des transports sur le budget 2019, le dirigeant de la ZSR Martin Erdössy est remplacé par Juraj Tkáč. Martin Erdössy a dénoncé une politique volontaire de l'État de sous-financer la ZSR pendant des années pour la mener à sa liquidation.

## Réseau infrastructures
ŽSR gérait en 2007: 3 658 kilometrov (km) de lignes ce qui correspond à 6 881 km de voies dont :
- Voie unique : 2 640 km
- Deux voies et plus : 1 019 km
- Écartement large (Ligne 500 Haniska (district Košice-Okolie) (US steel)- Ukraine) : 99 km
- Écartement standard (1 435 mm) : 3 509 km
- Écartement < 1 435 mm : 50 km

Avec : 
- 76 tunnels pour une longueur totale de 43 375 km
- 2 283 ponts pour une longueur totale de 46 762 km